# Aleksandr Arturovič Rou
Aleksandr Arturovič Rou (in russo Александр Артурович Роу?; Jur'evec, 8 marzo 1906 – Mosca, 28 dicembre 1973) è stato un regista sovietico.

## Biografia
Nacque da madre greca e padre irlandese, l'ingegnere Arthur Howard Rowe, che lavorava a Jur'evec e che nel 1915 rientrò in patria per la guerra lasciando in Russia il figlio e la moglie malata. Aleksandr Rou fin da subito fu costretto a lavorare per aiutare la madre, ma al contempo portò avanti gli studi. Avviò la carriera registica nel 1930, come assistente di Jakov Aleksandrovič Protazanov alla Mežrabpomfil'm. Dal 1938 cominciò a dirigere autonomamente, diventando uno dei principali autori del filone del cinema fiabesco. Nel 1968 fu insignito del titolo di Artista del Popolo della RSFS Russa.

## Filmografia parziale
- La bacchetta magica (1938)
- Vasilisa la bella (1940)
- Konёk-Gorbunok (1941)
- Kaščej l'immortale (1944)
- Notte di maggio (1952)
- Tajna gornogo ozera (1954)
- Dragocennyj podarok (1956)
- Novye pochoždenija Kota v sapogach (1958)
- Maria la tessitrice (1960)
- Cenerentola (1960)
- Veglie alla fattoria presso Dikan'ka (1961)
- Korolevstvo krivych zerkal (1963)
- Morozko (1964)
- Ogon', voda i... mednye truby (1967)
- Varvara-krasa, dlinnaja kosa (1969)
- Zolotye roga (1972)